# Des illusions
Pour l’article ayant un titre homophone, voir Désillusion.
Pour plus de détails, voir Fiche technique et Distribution.
Des illusions est un film français réalisé par Étienne Faure et sorti en 2009.

## Synopsis
Entre Paris et une île de la Méditerranée, un jeune écrivain à la mode va se trouver face à l'héroïne de son prochain roman...

## Fiche technique
- Titre original : Des illusions
- Réalisation et scénario : Étienne Faure
- Costumes : Virginie Rouffignac
- Photographie : Oliviers Dessalles
- Son : Yves Lévêque
- Montage : Alexandre Dhée
- Musique : Aube L
- Pays d'origine :  France
- Langue de tournage : français
- Année de tournage : 2007
- Producteurs : Étienne Faure, Patrick Hernandez
- Sociétés de production : Eivissa Productions, Bagan Films, Chinchman Poisson Fumant, Super Sonic Productions, Jean-Michel Caillaud
- Société de distribution : Acte Films
- Format : couleur — 35 mm — 1.85:1 — Dolby Digital SRD
- Genre : drame
- Durée : 103 minutes
- Date de sortie :  4 février 2009
- (fr) Mentions CNC : tous publics, Art et Essai (visa d'exploitation no 116582 délivré le 8 janvier 2009)

## Distribution
- Aurélien Wiik : Florent
- Catherine Wilkening : Sylvie
- Caroline Guérin : Eva
- Baptiste Caillaud : Baptiste
- Patrick Hernandez : l'homme du bar
- Léa Seydoux : la fille du métro à Paris
- Patrick Poivre d'Arvor : le présentateur de l'émission Vol de Nuit
- Matila Malliarakis : le garçon autographe